# Scrophularia canina
La ruda canina (Scrophularia canina) es una planta de la familia de las escrofulariáceas.

## Descripción
Planta perenne, mediana y  glabra; tallos muy ramificados. Hojas inferiores pinnatilobuladas, con lóbulos estrechos, y por lo general dentadas; hojas superiores de elípticas a oblongas, a veces no lobuladas, las más superiores usualmente alternas; brácteas pequeñas, no tipo hoja. Flores rojo purpúreo oscuras, de 4-5 mm de largo, numerosas; lóbulos del cáliz con amplios márgenes membranosos. Florece en primavera y verano 

## Distribución
Península ibérica y Mediterráneo excepto Chipre. Habita en colinas rocosas, lugares rocosos y conos de desmoronamiento, lugares baldíos, por lo general en colinas y montañas. En etapas degradadas del encinar.